# Каргальський Сергій Іванович
Каргальський Сергій Іванович  (справжнє прізвище С. І. Слинька) (* липень 1889, Одеса —1938) — український актор та режисер.

## Життєпис
Закінчив Одеську театрально-драматичну школу Мочалової. В театрі виступав з 1912 року.
З 1919 року працював в київському в Першому театрі Української Радянської Республіки ім. Шевченка.
В 1922—1925 роках — в театрі «Березіль».
Заснував театр опери в Харкові, працював там в 1925—1928 роках.
1928—1934 роки — режисер Харківської української опери і Другої української пересувної опери у Вінниці.
Мав звання заслуженого артиста республіки.
Навесні 1934 поставив  оперу "Запорожець за Дунаєм" на сцені Дніпропетровського театру опери і балету. Рецензент обласної газети "Зоря" Н. Лебедів розкритикував постановника за те, що він "узявся до постави, як до реставрації твору в його "первісному вигляді", без найменшої спроби підійти до нього з погляду сучасності". ("Зоря", Дніпропетровськ, 24 травня 1934).
В 1934—1937 роках був головним режисером Київського театру музичної комедії, директором Одеської опери.
Виконував ролі у виставах (Макбет); постановки (Купало, Кармелюк); репресований.

## Пам'ять
У 2021 його доля представлена на фотодокументальній виставці про репресованих театральних діячів «Імена, викреслені з афіш», що експонується при вході на територію Національного історико-меморіального заповідника «Биківнянські могили».